# Bismutiniet

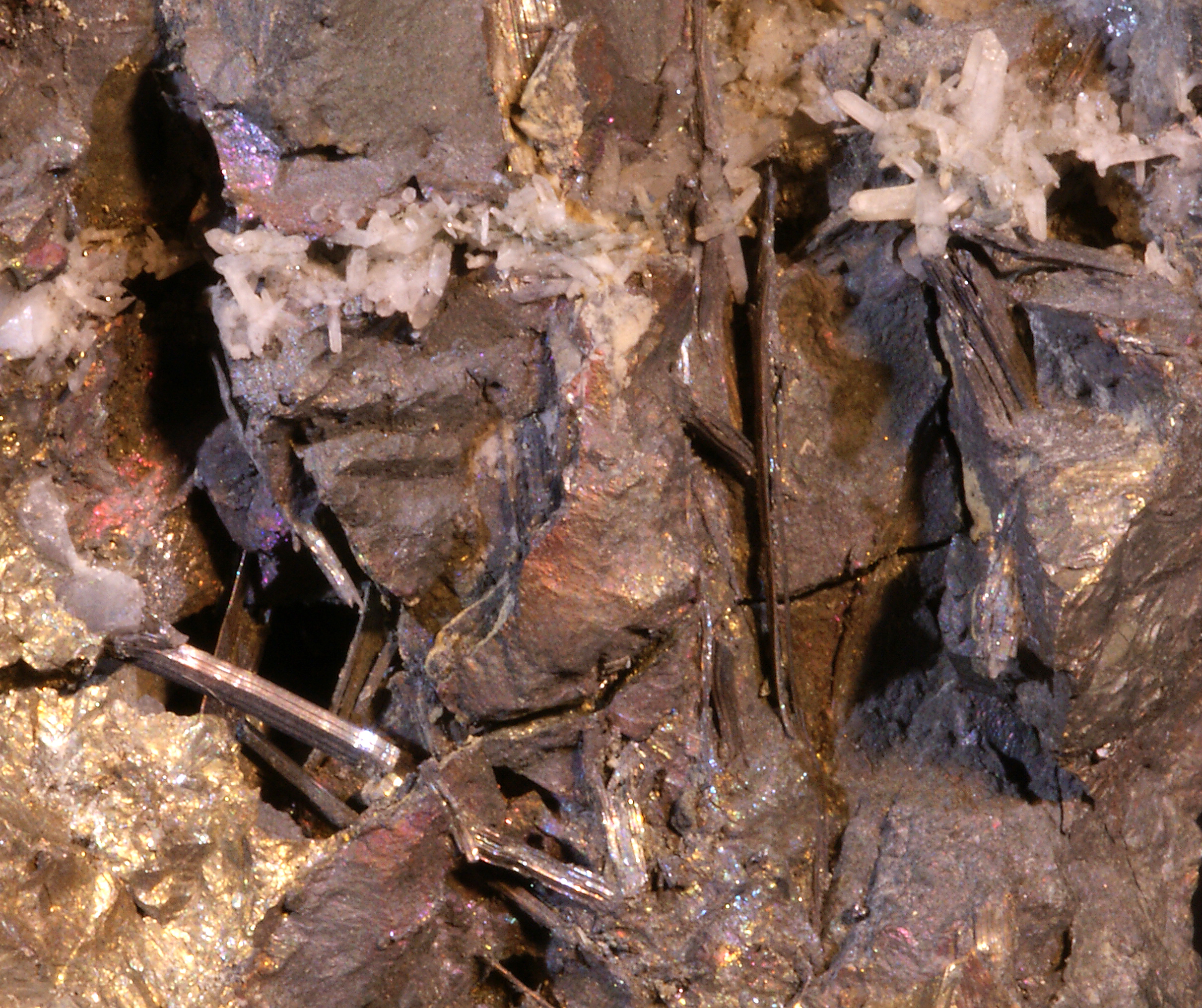
Bismutiniet

Het mineraal bismutiniet is een bismut-sulfide met de chemische formule Bi2S3. 

## Eigenschappen
Het staalgrijze tot witte mineraal heeft een gemiddelde dichtheid van 6,78 en een hardheid van 2. De splijting is perfect volgens het kristalvlak [010]. Bismutiniet is niet magnetisch en ook niet radioactief.

## Industriële toepassing
Bismutiniet is een belangrijk bismuterts.